# Cellefrouin
Cellefrouin è un comune francese di 558 abitanti situato nel dipartimento della Charente, nella regione della Nuova Aquitania.

## Società

### Evoluzione demografica
Abitanti censiti